# USS Runner (SS-476)
USS Runner (SS-476/AGSS-476) là một  tàu ngầm lớp Tench được Hải quân Hoa Kỳ chế tạo vào giai đoạn cuối Chiến tranh Thế giới thứ hai. Nó là chiếc tàu chiến thứ hai của Hải quân Hoa Kỳ được đặt cái tên này, theo tên một loài trong họ Cá khế. Nhập biên chế năm 1945, nó đã phục vụ trong giai đoạn sau cùng của Thế Chiến II, nhưng chỉ kịp thực hiện được hai chuyến tuần tra và đánh chìm được một tàu chiến 630 tấn trước khi cuộc xung đột chấm dứt. Con tàu đã tiếp tục phục vụ trong giai đoạn Chiến tranh Lạnh, và từng đảm nhiệm vai trò tàu ngầm dẫn đường cho tên lửa hành trình Regulus I, cho đến khi xuất biên chế vào năm 1970 và bán để tháo dỡ vào năm 1973. Runner được tặng thưởng một Ngôi sao Chiến trận do thành tích phục vụ trong Thế Chiến II.

## Thiết kế và chế tạo

### Thiết kế
Lớp tàu ngầm Tench là sự cải tiến tiếp theo của các lớp tàu ngầm hạm đội   Balao và   Gato, vốn đã chứng minh thành công trong hoạt động chống Nhật Bản tại Mặt trận Thái Bình Dương. Lớp tàu này, tích lũy những kinh nghiệm trong giai đoạn đầu của cuộc xung đột, là lớp tàu ngầm cuối cùng được Hải quân Hoa Kỳ chế tạo trong chiến tranh.
Những chiếc lớp Tench có chiều dài 311 ft 9 in (95,02 m), mạn tàu rộng 27 ft 4 in (8,33 m) và mớn nước tối đa 17 ft (5,2 m), có trọng lượng choán nước 1.570 tấn Anh (1.600 t) khi nổi và 2.414 tấn Anh (2.453 t) khi lặn. Chúng trang bị bốn động cơ diesel Fairbanks-Morse 38D8-⅛ 10-xy lanh chuyển động đối xứng, dẫn động máy phát điện để cung cấp điện năng cho hai động cơ điện, đạt được công suất 5.400 shp (4.000 kW) cho phép di chuyển với tốc độ tối đa 20,25 hải lý trên giờ (37,50 km/h) khi nổi. Khi hoạt động ngầm dưới nước, chúng được cung cấp điện từ hai dàn ắc-quy Sargo 126-cell để vận hành hai động cơ điện General Electric lõi kép tốc độ chậm, có công suất 2.740 shp (2.040 kW) và đạt tốc độ tối đa 8,75 kn (16,21 km/h). Tầm xa hoạt động là 16.000 hải lý (30.000 km) khi đi trên mặt nước ở tốc độ 10 kn (19 km/h) và có thể hoạt động kéo dài đến 75 ngày; tuy nhiên khả năng hoạt động ngầm bị giới hạn bởi dung lượng điện ắc-quy, sẽ cạn trong 48 giờ khi di chuyển với tốc độ 2 kn (3,7 km/h). Chiếc tàu ngầm mang theo tiếp liệu đủ cho mười sĩ quan và 71 thủy thủ trong 75 ngày.
Lớp Tench được trang bị mười ống phóng ngư lôi 21 in (530 mm), gồm sáu ống trước mũi và bốn ống phía đuôi tàu, và mang theo tổng cộng 28 quả ngư lôi. Vũ khí trên boong tàu gồm một hải pháo 5 inch/25 caliber, một khẩu pháo phòng không Bofors 40 mm nòng đơn và một khẩu đội Oerlikon 20 mm nòng đôi, kèm theo hai súng máy .50 caliber.

### Chế tạo
Runner được đặt lườn tại Xưởng hải quân Portsmouth ở  Kittery, Maine vào ngày 10 tháng 7, 1944. Nó được hạ thủy vào ngày 17 tháng 10, 1944, được đỡ đầu bởi bà Raymond H. Bass, phu nhân hạm trưởng tương lai, và được cho nhập biên chế cùng Hải quân Hoa Kỳ vào ngày 6 tháng 2, 1945 dưới quyền chỉ huy của Hạm trưởng, Trung tá Hải quân Raymond Henry Bass.

## Lịch sử hoạt động

### Thế Chiến II
Sau khi hoàn tất việc chạy thử máy và huấn luyện tại vùng biển ngoài khơi Newport, Rhode Island và Portsmouth, New Hampshire, Runner khởi hành từ Căn cứ Tàu ngầm Hải quân New London tại New London, Connecticut vào ngày 5 tháng 4, 1945 để tiếp tục huấn luyện tại Key West, Florida và tại vùng kênh đào Panama. Nó lên đường vào ngày 5 tháng 5 để đi sang khu vực Thái Bình Dương, đi đến Trân Châu Cảng vào ngày 21 tháng 5, và tiếp tục thực hành huấn luyện tại vùng biển quần đảo Hawaii.

#### Chuyến tuần tra thứ nhất
Runner khởi hành từ Trân Châu Cảng vào ngày 25 tháng 6 cho chuyến tuần tra đầu tiên trong chiến tranh, và hoạt động tại vùng biển về phía Đông đảo Honshū, chủ yếu làm nhiệm vụ dò tìm các bãi thủy lôi bảo vệ các đảo chính quốc Nhật Bản. Đang khi tuần tra trong biển Nhật Bản vào ngày 10 tháng 7, nó đánh chặn một tàu chở dầu được hai tàu quét mìn hộ tống. Tàu chở dầu Shinyo Maru đã né tránh được và chạy thoát, nhưng tàu quét mìn W-27 (630 tấn) trúng hai quả ngư lôi bên mạn phải và đắm chỉ trong vòng 90 giây tại tọa độ 39°20′B 142°07′Đ / 39,333°B 142,117°Đ. Trước khi rời khu vực tuần tra, nó đón lên tàu 16 phi công bị bắn rơi được các tàu ngầm Gabilan (SS-252) và Aspro (SS-309) giải cứu và đưa họ đến Guam, nơi Runner kết thúc chuyến tuần tra vào ngày 24 tháng 7.

#### Chuyến tuần tra thứ hai
Runner bắt đầu chuyến tuần tra thứ hai từ Guam vào ngày 4 tháng 8, và tiếp tục làm nhiệm vụ tại vùng biển về phía Đông Honshū. Tuy nhiên khi nó đi đến khu vực tuần tra được chỉ định, xung đột chấm dứt do phía Nhật Bản chấp nhận đầu hàng vào ngày 15 tháng 8. Nó cùng với mười tàu ngầm khác tiến vào vịnh Tokyo vào ngày 31 tháng 8, và đã có mặt tại đây khi buổi lễ ký kết văn kiện đầu hàng diễn ra trên thiết giáp hạm Missouri (BB-63) vào ngày 2 tháng 9.

### 1946 - 1970
Runner cùng các tàu ngầm khác trong vịnh Tokyo lên đường vào ngày 3 tháng 9, 1945 và đi đến Trân Châu Cảng vào ngày 12 tháng 9. Nó tiếp tục hành trình đi sang vùng bờ Đông Hoa Kỳ, về đến New London vào ngày 6 tháng 10. Vài tuần sau đó, nó cùng các tàu ngầm đồng đội thuộc Hải đội tàu ngầm 6 lên đường hướng xuống phía Nam, đi đến Balboa, Panama vào ngày 14 tháng 2, 1946. Trong suốt ba năm tiếp theo, nó đặt căn cứ tại Vùng kênh đào Panama và tham gia các cuộc tập trận hàng năm của Hạm đội Đại Tây Dương tại vùng biển Caribe.
Đến tháng 6, 1949, Runner chuyển cảng nhà đến Norfolk, Virginia, nơi trở thành căn cứ hoạt động của nó trong suốt bảy năm tiếp theo sau. Vào mùa Thu năm 1957, nó tham gia cuộc tập trận trong khuôn khổ Khối NATO tại vùng biển Bắc Đại Tây Dương, rồi viếng thăm các cảng Pháp và Anh. Chiếc tàu ngầm lại được chuyển cảng nhà đến San Juan, Puerto Rico từ tháng 7, 1958 đến tháng 7, 1959, và đã hoạt động tại khu vực biển Caribe như một tàu ngầm mang tên lửa hành trình Regulus I.

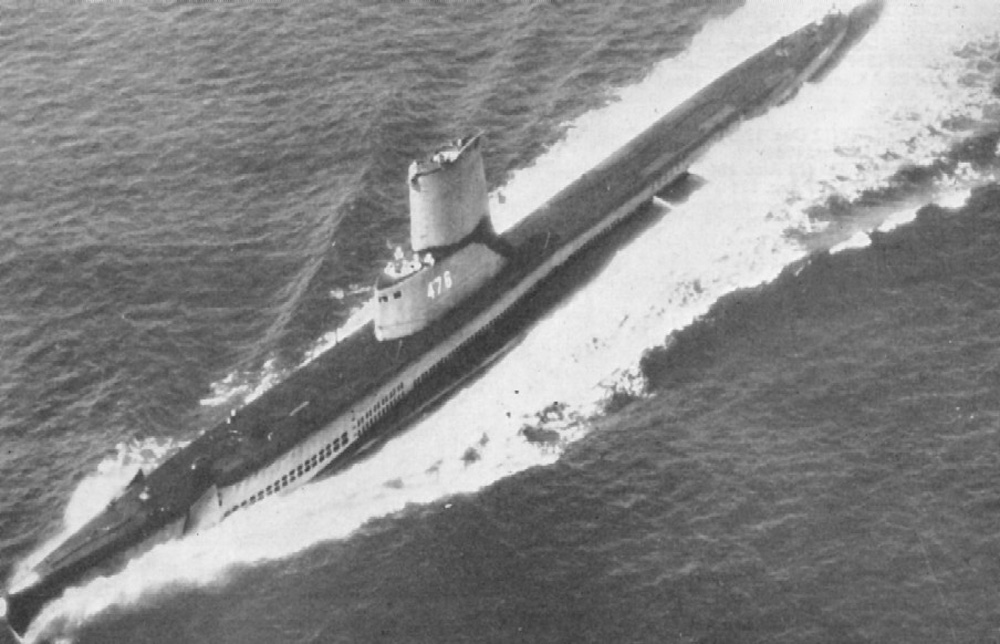
USS Runner trên đường đi như một tàu ngầm mang tên lửa hành trình Regulus I, khoảng năm 1961.

Quay trở lại căn cứ Norfolk, Virginia vào tháng 7, 1959, Runner tiếp tục các hoạt động cùng hạm đội dọc theo vùng bờ Đông trong ba năm tiếp theo. Nó được biệt phái sang hoạt động tại khu vực Địa Trung Hải từ tháng 1 đến đầu tháng 5, 1962, hoạt động phối hợp cùng các đơn vị Hoa Kỳ và NATO. Trong thời gian còn lại của năm 1962, nó được đại tu và tham gia thực hành chống tàu ngầm.
Trong các năm 1963 và 1964, Runner tham gia nhiều đợt huấn luyện chống tàu ngầm tại khu vực Tây Đại Tây Dương. Nó trải qua mùa Hè năm 1964 hoạt động tại vùng Ngũ Đại Hồ để huấn luyện cho nhân sự thuộc Hải quân Dự bị Hoa Kỳ. Sau khi hoạt động cùng hạm đội vào mùa Xuân năm 1965, chiếc tàu ngầm đi đến Xưởng hải quân Norfolk tại Portsmouth, Virginia để được đại tu. Trong năm 1966, nó tham gia thực hành chống tàu ngầm, phục vụ huấn luyện cũng như tham gia cuộc tập trận "Springboard". Từ ngày 8 tháng 7 đến ngày 28 tháng 10, 1966, Runner lại được biệt phái sang hoạt động cùng Đệ Lục hạm đội tại khu vực Địa Trung Hải. Sau đó nó dành phần lớn thời gian của năm 1967 cho hoạt động huấn luyện sĩ quan và thủy thủ tàu ngầm tương lai.
Vào năm 1968, Runner phục vụ cho việc huấn luyện của Trường Phá hoại Dưới nước tại Little Creek, Virginia, cũng như huấn luyện chống tàu ngầm ngoài khơi vùng bờ Đông. Nó khởi hành vào ngày 4 tháng 4, 1968 cho lượt biệt phái cuối cùng để hoạt động cùng Đệ Lục hạm đội tại Địa Trung Hải; và đã viếng thăm các cảng Tây Ban Nha và Bồ Đào Nha cũng như tham gia cuộc tập trận "Dawn Patrol" trong khuôn khổ Khối NATO trước khi quay trở về Norfolk vào ngày 31 tháng 7, 1968.
Runner được cho xuất biên chế tại Xưởng hải quân Boston ở Boston, Massachusetts vào ngày 25 tháng 1, 1969, và được kéo đến Căn cứ Huấn luyện Hải quân Great Lakes ở Lake County, Illinois, nơi nó được xếp lại lớp như một tàu ngầm phụ trợ và mang ký hiệu lườn mới AGSS-476. Chiếc tàu ngầm tiếp tục phục vụ trong vai trò tàu huấn luyện cho Hải quân Dự bị Hoa Kỳ, cho đến khi được rút tên khỏi danh sách Đăng bạ Hải quân vào ngày 15 tháng 12, 1971. Con tàu cuối cùng bị bán để tháo dỡ vào ngày 19 tháng 6, 1973.

## Phần thưởng
Runner được tặng thưởng một Ngôi sao Chiến trận do thành tích phục vụ trong Thế Chiến II. Nó được ghi công đã đánh chìm một tàu chiến Nhật Bản tải trọng 630 tấn.
|             |  |  |
| Bronze star |  |  |

| Dãi băng Hoạt động Tác chiến                                            | Dãi băng Hoạt động Tác chiến         | Huân chương Chiến dịch Hoa Kỳ        | Huân chương Chiến dịch Hoa Kỳ         |
| Huân chương Chiến dịch Châu Á-Thái Bình Dương với 1 Ngôi sao Chiến trận | Huân chương Chiến thắng Thế Chiến II | Huân chương Chiến thắng Thế Chiến II | Huân chương Phục vụ Phòng vệ Quốc gia |